# Eragrostis canescens
Eragrostis canescens är en gräsart som beskrevs av Charles Edward Hubbard. Eragrostis canescens ingår i släktet kärleksgrässläktet, och familjen gräs. Inga underarter finns listade i Catalogue of Life.